# 부산 도시철도의 차량
다음은 부산 도시철도 및 동해선 광역전철에서 운행되는 통근형 전동차의 목록이다.

## 부산교통공사
- ● 부산 도시철도 1호선 1000호대 전동차 - 1985년 개통과 함께 도입되어 현재까지 운용 중인 전동차. (다대포해수욕장 - 노포)
- ● 부산 도시철도 2호선 2000호대 전동차 - 1999년 개통과 함께 도입되어 현재까지 운용 중인 전동차. (장산 - 양산)
- ● 부산 도시철도 3호선 3000호대 전동차 - 2005년 개통과 함께 도입되어 현재까지 운용 중인 전동차. 한국형 표준전동차에 기초한다. (수영 - 대저)
- ● 부산 도시철도 4호선 4000호대 전동차 - 2011년 개통된 4호선에 사용하기 위하여 2009년부터 도입한 전동차. K-AGT를 기반으로 하는 경전철이다. (미남 - 안평)

## 한국철도공사부산경남본부
- ● 동해선 광역전철 381000호대 전동차 - 동해선 광역전철 전동차 (부전 - 태화강)

## 부산-김해경전철 주식회사
- ● 부산-김해 경전철 1000호대 전동차 - 2011년 개통된 부산-김해경전철에 사용하기 위하여 2009년부터 2010년까지 도입된 전동차. (사상 - 가야대)